# Schur International Holding
Schur International Holding er en dansk emballagevirksomhed med hovedsæde i Horsens. Firmaet blev grundlagt i 1846 af Johan Wilhelm Schur.
I sine 15 selskaber, heraf flere i udlandet, beskæftigede virksomheden 814 medarbejdere i 2016 .
Koncerndirektør er Hans Schur.
Firmaet er et aktieselskab, 100% familieejet.

## Seneste regnskaber[2]
(i mio. kr.)
| År      | Omsætning | Resultat efter skat | Egenkapital |
| ------- | --------- | ------------------- | ----------- |
| 2011/12 | 1.367,2   | 21,2                | 796,6       |
| 2012/13 | 1.395,1   | 78,6                | 865,6       |
| 2013/14 | 1.214,6   | 108,7               | 938,3       |
| 2014/15 | 1.169,2   | 119,5               | 1.049,7     |
| 2015/16 | 1.231,9   | 166,1               | 1.177,7     |